# 北京胡同列表
北京胡同有数千条，有「有名兒的胡同三千六，沒名兒的胡同賽牛毛」的说法，以下是按地区的列表：

## 新街口地区
- 大丰胡同：旧称观音庵胡同、观音庵，已经是居民小区
- 马相胡同：旧称马香胡同
- 长青胡同：旧称松树庵
- 双寺胡同：旧称双寺胡同（北药王庙并入）
- 水车胡同
- 水章胡同：旧称水罐胡同
- 玉芙胡同：旧称玉佛寺（蔡家大门并入）
- 甘露胡同：旧称甘水桥胡同、甘水桥
- 东光胡同：旧称轿子胡同
- 东明胡同：旧称观音寺胡同
- 四环胡同：旧称草场大坑
- 永泰胡同：旧称永泰寺
- 西井胡同：旧称井儿胡同
- 西章胡同：旧称三官庙
- 西绦胡同：旧称西绦儿胡同（北城根、北药王胡同并入）
- 西魏胡同：旧称西位胡同
- 有果胡同：旧称油炸鬼湖同（小三条并入）
- 光泽胡同：旧称火药局、大火药局（小火药局并入）
- 后坑胡同：旧称后坑
- 后章胡同：旧称后张公园、张公园
- 羊房胡同：旧称羊房胡同
- 阳泉胡同：旧称羊圈
- 红园胡同：旧称官菜园、菜园六条（骆驼胡同并入）
- 寿屏胡同：旧称烧饼胡同
- 苇坑胡同：旧称苇坑
- 孝友胡同：旧称药酒葫芦胡同
- 邱家胡同：旧称邱家胡同
- 辛勤胡同：旧称抄手胡同
- 罗儿胡同
- 朋奖胡同：旧称彭家楼胡同
- 鸦儿胡同：旧称鸭儿胡同、广化寺街（侯位胡同并入）
- 前章胡同：旧称前张公园、张公园
- 铁炉胡同：旧称铁香炉
- 高井胡同
- 棠花胡同：旧称糖房胡同（糖房大院并入）
- 景尔胡同：旧称井儿胡同
- 黑塔胡同：旧称黑塔寺
- 阔带胡同：旧称口袋胡同
- 铸钟胡同：旧称铸钟厂
- 槐树胡同
- 新开胡同：旧称南新开路（酱房大院并入）
- 滨海胡同：旧称段家胡同
- 碧峰胡同：旧称碧峰寺（新开路并入）
- 潜学胡同：旧称前桌子胡同
- 八步口胡同：旧称八步口
- 小石桥胡同：旧称小石桥
- 小半截胡同：旧称小半截胡同
- 小黑虎胡同：旧称小黑虎胡同
- 小铜井胡同：旧称小铜井
- 大石桥胡同：旧称大石桥
- 大半截胡同：旧称半截胡同
- 大黑虎胡同：旧称黑虎胡同
- 大铜井胡同：旧称大铜井
- 五根檩胡同：旧称五根檩胡同
- 中教场胡同：旧称中街（洋溢滋、长图治、剃头栅并入）
- 东桃园胡同：旧称后桃园
- 东轿杆胡同：旧称东轿杆
- 东教场胡同：旧称东教场，有一个四合院保留比较完整。
- 东新开胡同：旧称东新开路、新开路（崇元观并入），已经拆掉建立小区，仅剩的几个小院也要拆除
- 北草厂胡同：旧称北草厂、草厂（钱筒子并入）
- 西轿杆胡同：旧称西轿杆
- 西教场胡同：旧称西教场（绵长胡同、草料铺并入）
- 迁善居胡同：旧称迁善居
- 后马厂胡同：旧称后马家厂（酱房大院并入）
- 后牛角胡同：旧称后牛犄角胡同
- 后英房胡同：旧称鹰房胡同、营房
- 后桃园胡同：旧称后桃园
- 时刻亮胡同：旧称屎壳郎胡同
- 前马厂胡同：旧称前马厂、前马家厂、马厂胡同
- 前牛角胡同：旧称前牛犄角胡同
- 前英房胡同：旧称前营房
- 前桃园胡同：旧称前桃园
- 穿堂门胡同：旧称川堂门
- 北顺城街
- 新街口头条

## 福绥境地区
- 北大安胡同：旧称北扒儿胡同，现已不存在
- 葱店胡同：旧称葱店（妙清观并入），现已不存在
- 南大安胡同：旧称大安胡同、大扒儿胡同，现已不存在
- 晓安胡同：旧称小南扒胡同、南扒胡同，现已不存在
- 永祥胡同：旧称永祥寺，现已不存在
- 永祥东巷：旧称永祥寺，现已不存在
- 永祥西巷：旧称永祥寺夹道(黄旗马圈并入)，现已不存在
- 地昌胡同：旧称地藏庵
- 钥匙胡同：旧称钥匙胡同
- 北弓背胡同：旧称喇叭胡同
- 弓背胡同：旧称弓背胡同，现已不存在
- 南弓背胡同：旧称弓弦胡同，该胡同1号是清末太监李莲英旧居。
- 前广平胡同：旧称前广平库、广平库
- 阴凉胡同：旧称阴凉胡同
- 国英胡同：旧称观音寺胡同、西观音寺
- 安成胡同：旧称安成家胡同
- 鱼雁胡同：旧称鱼眼胡同
- 前、后半壁街：已经没有完好的四合院

## 丰盛地区
- 辟才胡同：旧称劈柴胡同、扩建成宽马路
- 丁章胡同：旧称汀章胡同、丁儿张胡同
- 山门胡同：旧称山门
- 大木仓胡同：旧称打磨厂胡同、大木厂胡同
- 大水车胡同：旧称水车胡同、东水车胡同
- 大月芽胡同：旧称月芽胡同
- 大院胡同：旧称大阮儿胡同（二道栅栏并入）
- 大盆胡同：旧称盆儿胡同
- 大乘胡同：旧称大乘寺、武衣库、武盈库胡同
- 大麻线胡同：旧称麻线胡同
- 大喜胡同：旧称喜雀胡同（福寿里并入）
- 小水车胡同：旧称水车胡同、西水车胡同
- 小英子胡同：旧称小英子胡同
- 小院胡同：旧称小阮儿胡同（南钱串胡同并入）
- 小盆胡同：旧称盆儿胡同
- 小珠帘胡同：旧称小猪圈（大吉祥胡同并入）
- 小麻线胡同：旧称麻线胡同
- 三道栅栏胡同：旧称三道栅栏
- 牛八宝胡同：旧称朱巴巴胡同、钮家胡同
- 水大院胡同：旧称水大院
- 王府仓胡同：旧称王府仓（小月芽胡同并入）
- 丰盛胡同：旧称丰城胡同
- 北千章胡同：旧称千张胡同
- 北丰胡同：旧称北宽街、中宽街
- 北太常胡同：旧称北太常寺、太常寺街
- 北半壁胡同：旧称半壁街
- 北榆钱胡同：旧称油房胡同
- 北篦子胡同：旧称北沈篦子胡同、沈篦子
- 四井胡同：旧称四眼井
- 古直胡同：旧称裤子胡同
- 玉带胡同
- 东养马营胡同：旧称养马营
- 民康胡同：旧称巡捕厅胡同、内西巡捕厅
- 民强胡同：旧称豆芽菜胡同
- 阳光胡同：旧称羊肠胡同
- 羊肉胡同
- 朱苇箔胡同：旧称猪尾巴胡同
- 机织卫胡同：旧称集祉街、济州卫胡同
- 后英子胡同：旧称后缨子胡同
- 后泥洼胡同：旧称后泥湾
- 后楼胡同：旧称后楼
- 后撒袋胡同：旧称撒袋胡同
- 西养马营胡同：旧称养马营
- 华嘉胡同：旧称华嘉寺、华椒寺胡同、华家胡同
- 兵马司胡同：旧称西城兵马司、兵马司
- 宏庙胡同：旧称红庙儿街、红庙
- 武定胡同：旧称武定侯胡同、武安侯胡同
- 孟端胡同
- 图壁厂胡同：旧称土坡厂
- 南千章胡同：旧称南千张胡同、千张胡同
- 南丰胡同：旧称南宽街
- 南水车胡同：旧称马杓胡同
- 南玉带胡同：旧称玉带胡同
- 南太常胡同：旧称南太常寺、太常寺街
- 南四眼井胡同：旧称四眼井胡同
- 南半壁街胡同：旧称南半壁街
- 南榆钱胡同：旧称榆钱胡同
- 南篦子胡同：旧称南沈篦子胡同、沈篦子胡同
- 前英子胡同：旧称前缨子胡同
- 前泥洼胡同：旧称前泥洼
- 前撒袋胡同：旧称撒袋胡同
- 树荫胡同：旧称阴凉胡同
- 香家园胡同：旧称香家园、向家园（甄荐胡同并入）
- 砖塔胡同
- 粉子胡同：清光绪帝珍妃的娘家，清末农工商部的所在地，
- 能仁胡同：旧称能仁寺
- 高柏胡同：旧称高义伯胡同、狗尾巴胡同
- 烟筒胡同：旧称南烟筒胡同
- 留题迹胡同：旧称牛犄角胡同
- 盒子胡同
- 敬胜胡同：旧称口袋胡同
- 锁链胡同
- 跨车胡同：旧称车子胡同
- 廉让胡同：旧称擀面杖胡同
- 勤俭胡同：旧称后楼
- 源通胡同：旧称烟筒胡同
- 鲜明胡同：旧称显灵宫
- 横水车胡同：旧称横水车胡同
- 辘轳把胡同：旧称辘轳把胡同

## 二龙路地区
- 丁字胡同：旧称丁字街、钉子所、榛子所
- 小口袋胡同：旧称口袋胡同
- 小市胡同：旧称小市
- 小沙果胡同：旧称小沙锅胡同、小沙锅琉璃胡同
- 小磨盘胡同：旧称小磨盘院、磨盘大院
- 大木仓胡同：旧称大木厂、打磨厂
- 大沙果胡同：旧称大砂锅琉璃胡同、砂锅刘胡同
- 下岗胡同：旧称下冈
- 天仙胡同：旧称天仙庵
- 月台胡同：旧称月台大门
- 文华胡同：旧称后宅胡同、石附马后宅
- 文昌胡同：旧称中铁匠胡同
- 屯绢胡同：旧称屯马察院胡同
- 云梯胡同：旧称梯子胡同（贵门关并入）
- 民丰胡同：旧称舍饭寺胡同、舍饭蜡烛寺
- 永宁胡同：旧称永宁胡同
- 头发胡同：旧称真如寺胡同
- 东兴盛胡同：旧称麻豆腐作坊、麻豆腐坊
- 东铁匠胡同：旧称东铁匠胡同
- 东智义胡同：旧称智义伯胡同、智义伯大院、猪尾巴坑
- 乐全胡同：旧称罗圈胡同
- 石灯胡同：旧称石灯庵
- 皮库胡同：旧称皮库胡同
- 白庙胡同：旧称白帽胡同（菜帮胡同并入）
- 半截胡同：旧称半截胡同
- 百子胡同：旧称百子胡同
- 后百户胡同：旧称后百户庙
- 向阳胡同：旧称朝阳胡同、小老菜街、老菜街
- 西兴盛胡同：旧称兴盛胡同、炮厂胡同
- 西单手帕胡同：旧称手帕胡同
- 西铁匠胡同：旧称西铁匠胡同
- 西智义胡同：旧称智义伯胡同、智义伯大院、猪尾巴坑
- 西槐里胡同：旧称口袋胡同
- 众益胡同：旧称众议院夹道
- 光彩胡同：旧称棺材胡同（前王公厂并入）
- 达智胡同：旧称达智营、臊达子营
- 抄手胡同：旧称叉手胡同（松林里并入）
- 园宏胡同：旧称园宏寺、园宏寺街
- 花园宫胡同：旧称花园宫
- 库资胡同：旧称裤子胡同
- 寿逾百胡同：旧称狗尾巴胡同
- 受水河胡同：旧称受水河、臭水可（通条胡同并入）
- 官房胡同：旧称沟头
- 学院胡同：旧称提学察院胡同
- 参政胡同：旧称参政胡同
- 松柏胡同：旧称二眼井
- 承恩胡同：旧称承恩寺街、承恩寺
- 松鹤胡同：旧称松鹤庵、许游击胡同
- 保安胡同：旧称保安寺街、保安寺
- 前百户胡同：旧称前百户庙（取灯胡同并入）
- 南兴盛胡同：旧称兴盛胡同、炮厂胡同
- 按院胡同：旧称巡按察院胡同
- 柳树胡同：旧称柳树井（坑眼井并入）
- 真武胡同：旧称真武庙
- 笔管胡同：旧称笔管胡同
- 铜光胡同：旧称铜幌子胡同
- 葵花胡同：旧称茄子胡同
- 辟才胡同：旧称劈柴胡同
- 新皮库胡同：旧称新皮库胡同
- 锦帽胡同：旧称狗尾巴胡同
- 察院胡同：旧称都察院
- 藤牌营胡同：旧称藤牌营

## 厂桥地区
- 厂桥胡同：旧称厂桥
- 三不老胡同：旧称三伯老胡同、三保老爹胡同
- 三座桥胡同：旧称三座桥、越桥
- 大石作胡同：旧称大石作
- 大石虎胡同：旧称石虎胡同
- 大石碑胡同：旧称石碑胡同
- 大杨家胡同：旧称羊圈
- 大金丝胡同：旧称大金丝套胡同、大金丝套（槐宝庵并入）
- 大拐棒胡同：旧称拐棒胡同（弓弦胡同并入）
- 大翔凤胡同：旧称大翔凤胡同、大墙缝胡同
- 大新开胡同：旧称大新开路、新开路
- 大糖房胡同：旧称大糖坊胡同（瑞华里并入）
- 小石碑胡同：旧称石碑胡同
- 小杨家胡同：旧称羊圈
- 小金丝胡同：旧称小金丝套胡同、小金丝套
- 小拐棒胡同：旧称拐棒胡同
- 小翔凤胡同：旧称小翔凤胡同
- 小新开胡同：旧称小新开路、新开路
- 小糖房胡同：旧称糖坊胡同
- 万年胡同：旧称万汇大院
- 马良胡同：旧称马良大院、马家大院
- 千竿胡同：旧称箭杆胡同
- 义溜胡同：旧称义留胡同
- 太平仓胡同：旧称太平仓
- 天庆胡同：旧称天庆宫
- 东口袋胡同：旧称东口袋胡同
- 东枪厂胡同：旧称枪厂大坑、枪厂
- 东官房胡同：旧称东官房
- 东煤厂胡同：旧称东煤厂
- 北官房胡同：旧称北官房
- 北钱串胡同：旧称西线串
- 正觉胡同：旧称正觉寺胡同、正觉寺
- 弘善胡同：旧称弘善寺胡同、弘善寺街、弘善寺
- 西口袋胡同：旧称口袋胡同
- 西枪厂胡同：旧称枪厂大坑、枪厂
- 西煤厂胡同：旧称西煤厂
- 后小井胡同：旧称后井胡同、井儿胡同
- 后罗圈胡同：旧称罗圈胡同
- 后铁匠胡同：旧称后铁匠营、铁匠营
- 刘兰塑胡同：旧称刘銮塑]]：旧称画上拆字了
- 刘海胡同：旧称刘汉胡同
- 兴华胡同：旧称兴化寺街
- 延年胡同：旧称散子胡同、馓子胡同
- 羊角灯胡同：旧称大羊角灯胡同、小羊角灯胡同
- 龙头井胡同：旧称龙头井
- 米粮库胡同：旧称米粮库（太平街并入）
- 护仓胡同：旧称仓夹道
- 杏花天胡同：旧称杏花天
- 花枝胡同：旧称花枝胡同
- 扬俭胡同：旧称羊圈胡同
- 园景胡同：旧称魏家胡同、高位胡同
- 茅屋胡同：旧称毛窝胡同
- 金奖胡同：旧称金家大院
- 房钱库胡同：旧称房钱库
- 尚勤胡同：旧称张皇亲街
- 油漆作胡同：旧称油漆作
- 毡子胡同：旧称毡子房（府夹道并入
- 前口袋胡同：旧称口袋胡同
- 前井胡同：旧称井儿胡同
- 前罗圈胡同：旧称罗圈胡同
- 前铁匠胡同：旧称前铁匠营、铁匠营
- 草岚子胡同：旧称草篮子（牛圈并入）
- 南官房胡同：旧称南官房口、南官房
- 南钱串胡同：旧称东钱串
- 真如镜胡同：旧称真如镜
- 航空胡同：旧称航空署街、近卫军街、噶噶胡同
- 高卧胡同：旧称高卧胡同（三炷香并入）
- 雪池胡同：旧称雪池胡同
- 教场胡同：旧称教场
- 恭俭胡同：旧称内宫监胡同
- 铜铁厂胡同：旧称铜铁厂
- 银锭桥胡同：旧称银锭桥（海潮庵并入）
- 帽行胡同：旧称帽行胡同
- 帽局胡同：旧称帽局胡同
- 棉花胡同：旧称棉花胡同（斗鸡坑并入）
- 群力胡同：旧称麻状元胡同、马状元胡同
- 新太平胡同：旧称太平胡同
- 麻花胡同：旧称麻花胡同
- 磨盘院胡同：旧称磨盘院
- 藕芽胡同：旧称藕芽胡同
- 警尔胡同：旧称井儿胡同
- 簸罗仓胡同：旧称叵罗仓

## 西长安街地区
- 力学胡同：旧称李阁老胡同
- 八宝胡同：旧称巴巴胡同
- 大方胡同：旧称糖房胡同、糖坊胡同
- 大宴乐胡同：旧称大烟筒胡同（西大街三条并入）
- 大秤钩胡同：旧称大称钩
- 大酱房胡同：旧称大将坊胡同、酱黄胡同
- 小六部口胡同：旧称小六部口（耳朵眼胡同并入）
- 小石虎胡同：旧称石虎胡同
- 小堂胡同：旧称川堂门、穿堂门
- 小酱房胡同：旧称小酱坊胡同
- 川店胡同：旧称川店胡同
- 双吉胡同：旧称双吉寺
- 双栅栏胡同：旧称双栅栏、永顺胡同
- 什家户胡同：旧称什家户（太平胡同并入）
- 井楼胡同：旧称东夹道
- 东小栓胡同：旧称东小栓马桩胡同、马桩胡同
- 东中胡同：旧称中街
- 东牛角胡同：旧称牛角胡同
- 东文昌胡同：旧称东文昌阁、后坑
- 东旧帘子胡同：旧称旧帘子胡同、旧帘子库胡同
- 东红门胡同：旧称东红门、红门
- 东安福胡同：旧称安福胡同、安富胡同（回回营并入）
- 东松树胡同：旧称松树胡同
- 东栓胡同：旧称东栓马桩、双马桩胡同、马桩胡同
- 东绒线胡同：旧称绒线胡同东段、板桥
- 东新帘子胡同：旧称新帘子胡同、帘子胡同
- 东槐里胡同：旧称槐里胡同、馓子胡同、馓子王胡同
- 北小栓胡同：旧称北小栓马桩、马桩胡同
- 北新平胡同：旧称新平路、后水泡
- 南新平胡同：旧称新平路、后水泡
- 平安胡同：旧称扁担胡同
- 未英胡同：旧称纬缨胡同、喂鹰胡同、卫营胡同
- 石板房胡同：旧称石板房
- 石缸胡同：旧称石钢儿胡同、史刚家胡同（文华里并入）
- 石碑胡同：旧称石碑儿胡同
- 玉钵胡同：旧称玉钵庙（槐树院并入）
- 安儿胡同：旧称安儿胡同
- 西小栓胡同：旧称马桩胡同
- 西中胡同：旧称中街
- 西牛角胡同：旧称牛犄角胡同
- 西文昌胡同：旧称西文昌阁、文昌阁
- 西旧帘子胡同：旧称旧帘子胡同、旧帘子库胡同
- 西红门胡同：旧称红门
- 西安福胡同：旧称安福胡同、安富胡同
- 西岔胡同：旧称惜薪司西岔
- 西松树胡同：旧称松树胡同（下洼子并入）
- 西栓胡同：旧称西栓马桩胡同、栓马桩胡同、小双马桩胡同
- 西绒线胡同：旧称绒线胡同
- 西椅子胡同：旧称椅子胡同
- 西新帘子胡同：旧称新帘子胡同、帘子胡同
- 羊毛胡同：旧称养马胡同
- 羊毛市胡同：旧称羊皮市
- 会计司胡同：旧称会计司
- 后宅胡同：旧称后宅（海墙夹道并入）
- 南宅胡同：旧称前宅
- 教育夹道：旧称]]：旧称
- 水井胡同：旧称苦水井
- 勤劳胡同：旧称老爷庙（灵官庙、铁香炉并入）
- 百代胡同：旧称百代门、百子门（梁家胡同、九道湾并入）
- 养廉胡同：旧称羊圈（老爷庙后巷并入）
- 后红井胡同：旧称后红井、后洪井、红井胡同
- 后细瓦厂胡同：旧称细瓦厂
- 光明胡同：旧称光明殿胡同
- 言志胡同：旧称烟筒胡同
- 兵部洼胡同：旧称兵部洼
- 灵境胡同：旧称灵济宫、宣城伯后墙街（八宝坑并入）
- 武功卫胡同：旧称武功卫、武功胡同、吴公卫、蜈蚣卫
- 明光胡同：旧称吕祖阁西夹道
- 油坊胡同：旧称油房胡同
- 育抚胡同：旧称于抚院
- 宗学胡同：旧称宗学后身、宗学夹道
- 罗贤胡同：旧称罗圈胡同
- 罗家胡同：旧称罗家大院
- 图样山胡同：旧称兔儿山（西土地庙、槐树胡同并入）
- 枣树胡同：旧称枣树胡同
- 南小栓胡同：旧称东栓马桩胡同、马桩胡同
- 南文昌胡同：旧称马神庙
- 南红门胡同：旧称西小菜园、菜园
- 南所胡同：旧称南所
- 前红井胡同：旧称红井胡同、前洪井、井儿胡同
- 前细瓦厂胡同：旧称细瓦厂、细瓦厂南门（谈志胡同并入）
- 钟声胡同：旧称大栅栏
- 背阴胡同：旧称背阴胡同
- 颁赏胡同：旧称板场胡同、板肠胡同（良乡胡同并入）
- 高义伯胡同：旧称狗尾巴胡同
- 高碑胡同：旧称高坡胡同
- 堂子胡同：旧称堂子胡同
- 惜水胡同：旧称苦水井
- 惜阴胡同：旧称背阴胡同
- 惜薪胡同：旧称惜薪司胡同、惜薪司
- 辇儿胡同：旧称碾儿胡同、碾子胡同（小财神庙并入）
- 象牙胡同：旧称象牙胡同
- 博学胡同：旧称饽饽房（西盔头作并入）
- 新昌胡同：旧称新昌路
- 新建胡同：旧称必尖胡同
- 嘎哩胡同：旧称噶礼儿胡同

## 护国寺
- 护国寺街
- 护国寺西巷
- 百花深处
- 大杨家胡同

护国寺东巷
护国寺大院

## 西四北（鸣玉坊）
- 西四北头条
- 小绒线胡同
- 西四北二条
- 西四北三条旧称报子胡同
- 西四北四条旧称石老娘胡同
- 西四北五条
- 西四北六条
- 西四北七条
- 西四北八条

## 西四
- 羊肉胡同
- 砖塔胡同

## 东单
- 东堂子胡同
- 外交部街
- 西总布胡同

## 米市大街
- 史家胡同
- 礼士胡同
- 演乐胡同
- 内务部街

## 朝内南小街
- 新鲜胡同
- 大方家胡同
- 禄米仓胡同
- 赵堂子胡同
- 东总布胡同

## 东四
- 东四头条
- 东四二条
- 东四三条
- 东四四条
- 东四五条
- 东四六条
- 东四七条
- 东四八条
- 东四九条
- 东四十条
- 东四十一条
- 东四十二条
- 东四十三条
- 东四十四条
- 府学胡同
- 西扬威胡同
- 汪芝麻胡同
- 月光胡同：旧称娘娘庙
- 月牙胡同：旧称月芽胡同
- 仓南胡同：旧称仓南胡同（南新开路并入）
- 东门仓胡同：旧称东门仓
- 东门仓横胡同：旧称东门仓横胡同
- 北豆芽胡同：旧称北豆芽胡同（骆驼桥并入）
- 石桥胡同：旧称石桥胡同
- 吉兆胡同：旧称鸡爪胡同、鸡罩胡同
- 后石道胡同：旧称后石道（钓鱼台并入）
- 豆嘴胡同：旧称豆须胡同
- 豆瓣胡同：旧称豆畔胡同、豆畔池胡同
- 宝玉胡同：旧称宝玉胡同
- 育芳胡同：旧称班大人胡同
- 南门仓胡同：旧称南门仓、旧太仓
- 南沟沿胡同：旧称南沟沿
- 南板桥胡同：旧称南板桥胡同
- 南豆芽胡同：旧称南豆菜胡同（美人胡同并入）
- 南利民胡同：旧称南煤铺胡同
- 南弓匠营胡同：旧称弓箭营
- 烧酒胡同：旧称西烧酒胡同
- 铁营胡同：旧称铁匠营胡同、铁剪营
- 椅子胡同：旧称椅子胡同
- 墨河胡同：旧称前墨河胡同（后墨河胡同并入）

## 安定门
- 大经厂胡同：旧称大经厂
- 小经厂胡同：旧称小经厂
- 马园胡同：旧称马园胡同
- 方家胡同：旧称方家胡同(花椒大院并入)
- 王佐胡同：旧称王佐胡同
- 五道营胡同：旧称五道营
- 车辇店胡同：旧称车辆胡同、车辕店
- 分司厅胡同：旧称分司厅
- 中绦胡同：旧称绦儿胡同
- 永恒胡同：旧称姑姑寺胡同
- 永康胡同：旧称永康胡同
- 玉阁胡同：旧称玉皇阁
- 东绦胡同：旧称绦儿胡同
- 北下洼子胡同：旧称北下洼子胡同
- 华丰胡同：旧称法通寺胡同
- 后肖家胡同：旧称后肖家胡同
- 汤公胡同：旧称汤锅胡同
- 豆腐汤胡同：旧称豆腐陈胡同
- 花园胡同：旧称花园（天仙庵并入）
- 灵光胡同：旧称灵官庙胡同、木樨胡同、千佛寺胡同

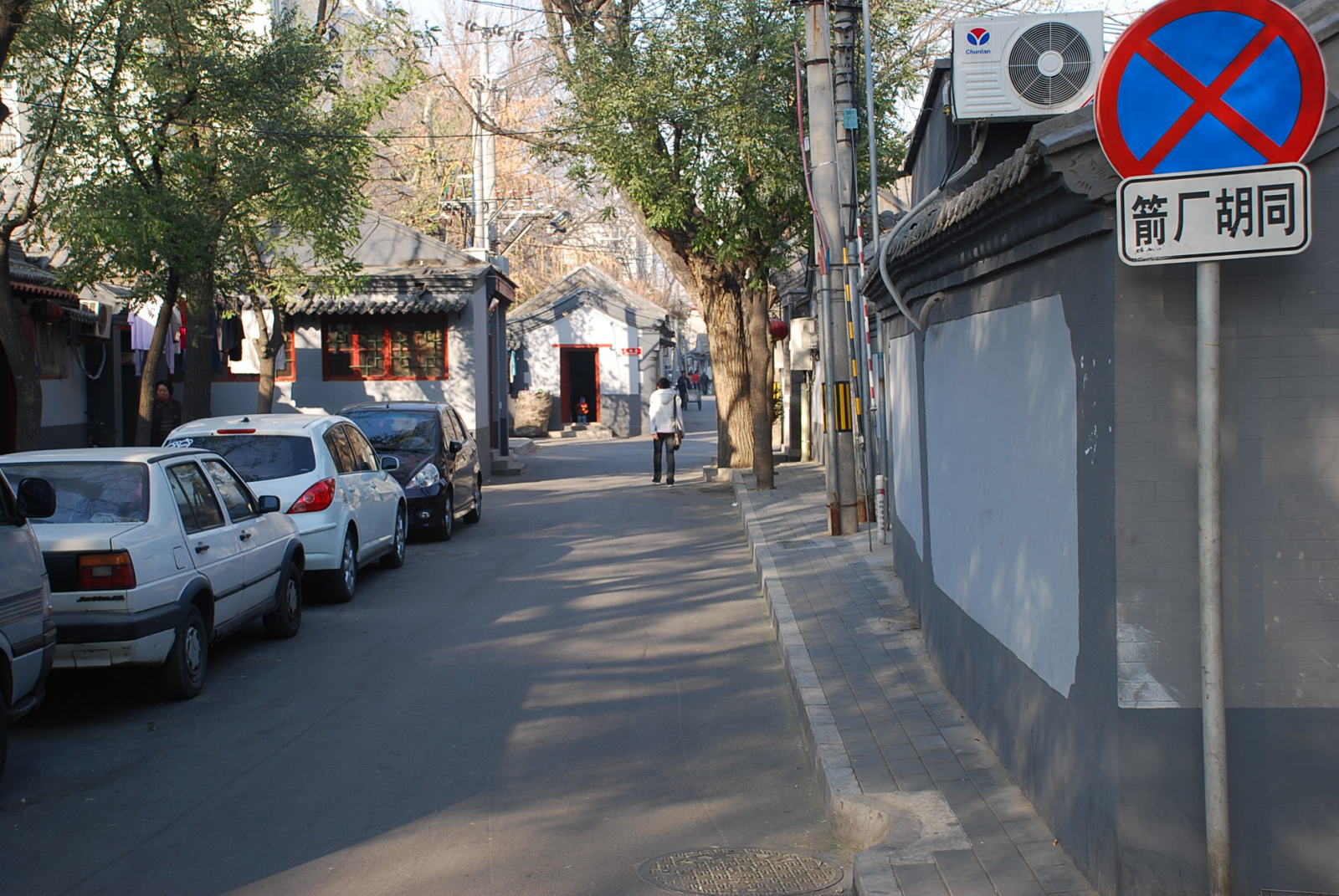
箭厂胡同

- 沙络胡同：旧称沙络胡同
- 官书院胡同：旧称官书院、官猪圈
- 郎家胡同：旧称郎家胡同
- 宝钞胡同：旧称倒钞胡同，有袁克定旧居。
- 净土胡同：旧称净土寺胡同
- 青炭局胡同：旧称青炭局胡同
- 张旺胡同：旧称张帽胡同
- 国学胡同：旧称国学胡同
- 国祥胡同：旧称锅腔胡同
- 国盛胡同：旧称碾儿胡同、碾子胡同
- 国旺胡同：旧称酒醋局
- 国兴胡同：旧称高公庵
- 前肖家胡同：旧称前肖家胡同
- 草厂胡同：旧称草厂
- 砖儿胡同：旧称砖儿胡同
- 柴棒胡同：旧称柴棒儿胡同
- 钟库胡同：旧称钟库胡同
- 钟楼湾胡同：旧称钟楼湾
- 铃铛胡同：旧称铃铛胡同
- 琉璃寺胡同：旧称琉璃寺胡同
- 谢家胡同：旧称谢家胡同
- 箭厂胡同：旧称箭厂

## 交道口地区
- 大兴胡同：旧称大兴县胡同
- 小厂胡同：旧称小厂胡同
- 土儿胡同：旧称补儿胡同（吉照胡同并入）、土胡同
- 辛安里胡同：
- 方砖厂胡同：旧称方砖厂
- 文丞相胡同：旧称庆新胡同（巴儿胡同并入）
- 东旺胡同：旧称马将军胡同
- 东棉花胡同：旧称棉花胡同、交道口南七条、绵花胡同
- 东不压桥胡同：旧称东步粮桥
- 北吉祥胡同：旧称北吉祥
- 北兵马司胡同：旧称北兵马司、北城兵马司、交道口南六条
- 白米仓胡同：旧称白米仓
- 安乐堂胡同：旧称安乐堂
- 后鼓楼苑胡同：旧称后鼓楼庵、鼓楼苑
- 后圆恩寺胡同：旧称后圆恩、交道口南三条
- 沙井胡同：旧称沙家胡同
- 花梗胡同：旧称花针儿胡同、北花枝胡同、花猪胡同
- 豆角胡同：旧称豆角胡同
- 寿比胡同：旧称交道口南头条、臭皮胡同
- 岔子胡同：旧称岔子胡同
- 府学胡同：旧称府学胡同
- 炒豆胡同：旧称炒豆儿胡同、交道口南九条
- 拐棒胡同：旧称拐棒胡同
- 板厂胡同：旧称交道口南八条
- 雨儿胡同：旧称雨笼胡同
- 细管胡同：旧称水塘胡同、堂子巷（水塔胡同并入）
- 明亮胡同：旧称堂子巷（明堂大院并入）
- 前圆恩寺胡同：旧称圆恩寺胡同、交道口南四条
- 前鼓楼苑胡同：旧称前鼓楼苑、前鼓楼院胡同、孤老胡同
- 香饵胡同：旧称香儿胡同、香胡同
- 秦老胡同：旧称秦老儿胡同、秦家胡同、交道口南五条
- 桃条胡同：旧称桃条胡同
- 菊儿胡同：旧称桔儿胡同、局儿胡同、交道口南二条
- 帽儿胡同：旧称帽儿胡同
- 黑芝麻胡同：旧称何纸马胡同
- 景阳胡同：旧称井儿胡同、宣家井胡同
- 蓑衣胡同：旧称裟衣寺胡同
- 福祥胡同：旧称福祥寺胡同、福祥寺街
- 南下洼子胡同：旧称南下洼子
- 麒麟碑胡同：旧称麒麟碑胡同

## 景山地区
- 三眼井胡同：旧称三眼井、景山东胡同（二眼井并入）
- 弓弦胡同：旧称弓弦胡同
- 小取灯胡同：旧称小取灯胡同
- 小细管胡同：旧称小细管胡同
- 山老胡同：旧称山老儿胡同、山青太监胡同
- 大取灯胡同：旧称取灯胡同
- 火药局胡同：旧称火药局
- 中老胡同：旧称中老胡同（孟家大院并入）
- 水簸箕胡同：旧称水簸箕
- 什锦花园胡同：旧称适景花园、十景花园、石景花园、红庙街
- 东吉祥胡同：旧称东吉祥胡同（如意胡同并入）
- 北月芽胡同：旧称北月芽胡同、北月偃胡同
- 北河胡同：旧称北河沿
- 鸟枪胡同：旧称鸟枪胡同
- 西吉祥胡同：旧称西吉祥胡同
- 西老胡同：旧称西老胡同
- 西扬威胡同：旧称西扬威胡同
- 刚察胡同：旧称刚察胡同
- 协作胡同：旧称嘎嘎胡同、噶噶胡同
- 达教胡同：旧称大脚胡同
- 汪芝麻胡同：旧称汪纸马胡同
- 阳春胡同：旧称小苏州胡同
- 利薄营胡同：旧称利溥营、喇叭杨家胡同
- 帘子库胡同：旧称帘子库胡同
- 育群胡同：旧称马大人胡同、马定大人胡同
- 纳福胡同：旧称内府库胡同、内府供应库
- 南月芽胡同：旧称南月芽胡同、南月偃胡同
- 南阳胡同：旧称南扁担胡同
- 南吉祥胡同：旧称黄土坑
- 钟鼓胡同：旧称钟鼓寺胡同
- 织柒局胡同：旧称织柒局
- 亮果厂胡同：旧称凉果厂
- 晓教胡同：旧称小脚胡同
- 黄米胡同：旧称黄米胡同（牛牌子胡同并入）
- 铜钟胡同：旧称铜钟胡同
- 钱粮胡同：旧称钱粮局
- 道湾胡同：旧称八道湾胡同
- 腊库胡同：旧称腊库胡同
- 焕新胡同：旧称火神庙胡同
- 锥把胡同：旧称锥把胡同
- 慈慧胡同：旧称慈慧殿
- 碾子胡同：旧称碾儿胡同
- 横栅栏胡同：旧称横栅栏
- 魏家胡同：旧称卫胡同
- 轿子胡同：旧称教子胡同（钱满胡同并入）
- 连丰胡同：旧称孙家坑胡同

## 东华门
- 大苏州胡同：旧称大苏州
- 大阮府胡同：旧称大冉府、大阮府（小阮府胡同并入）
- 大草厂胡同：旧称大草场、大草厂
- 大纱帽胡同：旧称大纱帽（小甜水井胡同并入）
- 大鹁鸽胡同：旧称鹁鸽市、大鹁鸽市、大蒲鸽市
- 大甜水井胡同：旧称大甜水井、甜水井（沟沿、梯子、康家胡同并入）
- 小纱帽胡同：旧称小纱帽
- 小苏州胡同：旧称小苏州、大苏州
- 小鹁鸽胡同：旧称小鹁鸽市、鹁鸽市、小蒲鸽市
- 小草厂胡同：旧称小草厂、小草场
- 飞龙桥胡同：旧称飞龙桥胡同
- 丰富胡同：旧称丰盛胡同
- 东帅府胡同：旧称东帅府胡同
- 东厂胡同：旧称东厂
- 东胜胡同：旧称东井儿胡同
- 东银丝胡同：旧称东银丝沟胡同、银丝沟胡同
- 北口袋胡同：旧称北口袋胡同
- 北帅府胡同：旧称马家庙
- 北官场胡同：旧称灌肠胡同
- 北梅竹胡同：旧称母猪胡同
- 北湾子胡同：旧称北湾子
- 北库司胡同：旧称北库司
- 帅府园胡同：旧称帅府园
- 玉石胡同：旧称玉石胡同
- 甘雨胡同：旧称干鱼胡同
- 灯笼库胡同：旧称灯笼库
- 西堂子胡同：旧称堂子胡同
- 西银丝胡同：旧称西银丝沟、银丝沟
- 金鱼胡同：旧称金鱼胡同
- 南观场胡同：旧称南观场、灌肠胡同
- 南湾子胡同：旧称南湾子胡同
- 南口袋胡同：旧称南口袋
- 前厂胡同：旧称箭厂胡同
- 柏树胡同：旧称椿树胡同
- 桂花胡同：旧称贵人关
- 报房胡同：旧称豹花胡同、豹房胡同
- 草垛胡同：旧称草垛胡同（五所胡同并入）
- 校尉胡同：旧称校尉营
- 黄图岗胡同：旧称黄土岗、黄土坑
- 康建胡同：旧称北库司、库司胡同
- 菜厂胡同：旧称菜厂
- 银闸胡同：旧称银闸胡同
- 景丰胡同：旧称井儿胡同
- 富强胡同：旧称关东店（花园胡同并入）
- 煤渣胡同：旧称煤炸胡同
- 缎库胡同：旧称缎库前巷（缎库后巷并入）
- 锡拉胡同：旧称锡腊胡同，有袁世凯、王懿荣、何思源旧居。
- 磁器库胡同：旧称磁器库
- 韶九胡同：旧称烧酒胡同
- 翠花胡同：旧称翠花胡同（南花枝胡同并入）
- 箭杆胡同：旧称箭厂
- 南池子大街：处于文化保护区，但正在拆

## 北新桥地区
- 八宝坑胡同：旧称八宝坑(四眼井并入)
- 大菊胡同：旧称瓦岔胡同
- 小菊胡同：旧称小菊儿胡同、桔儿胡同、局子胡同
- 门楼胡同
- 马道胡同
- 石雀胡同：旧称石桥胡同
- 东手帕胡同：旧称手帕胡同（当铺胡同并入）
- 东羊管胡同：旧称羊管胡同、杨二官胡同
- 东扬威胡同：旧称羊尾胡同
- 东颂年胡同：旧称宋姑娘胡同
- 北新胡同：旧称北新开路
- 北门仓胡同：旧称北门仓、兴平仓、旧太仓北门（东门仓并入）
- 北马杓胡同：旧称马杓胡同
- 北利民胡同：旧称北煤铺胡同
- 北官厅胡同：旧称北官厅
- 北弓匠营胡同：旧称北弓匠营（驼骆桥胡同并入）
- 北沟沿胡同：旧称北沟沿
- 民安胡同：旧称安南宫（平民住宅一巷并入）
- 北新仓胡同：旧称北新仓
- 西仓门胡同：旧称西仓门
- 西手帕胡同：旧称手帕胡同
- 西颂年胡同：旧称宋姑娘胡同
- 西羊管胡同：旧称羊管胡同、杨二官职胡同
- 戏楼胡同：旧称戏楼胡同（太保街并入）
- 库司胡同：旧称裤子胡同
- 辛寺胡同
- 针线胡同：旧称针匠胡同（真武庙并入）
- 板桥胡同：旧称板桥胡同（永宁寺、财神庙并入）
- 罗车胡同：旧称罗车坑、罗刹坑、哪吒坑
- 青龙胡同：旧称青龙庵、铜厂子（北城根并入）
- 育树胡同：旧称椿树胡同
- 南颂年胡同：旧称玉驸马胡同
- 南马杓胡同：旧称马杓胡同
- 草园胡同：旧称草厂胡同（骆驼脖并入）
- 蚂螂胡同
- 前永康胡同：旧称观音寺永康胡同、永康侯胡同
- 后永康胡同
- 扁担胡同
- 柏林胡同：旧称柏林（龙王庙并入）
- 炮局胡同：旧称炮局
- 海运仓胡同：旧称海运仓

## 朝阳门
- 大方家胡同：旧称芳家园
- 大通胡同：旧称大淹通胡同、烟筒胡同
- 小方家胡同：旧称芳家园
- 小通胡同：旧称小淹通胡同、小烟筒胡同
- 小牌坊胡同：旧称牌坊胡同
- 东八宝胡同
- 东水井胡同：旧称东苦水井
- 东花厅胡同
- 东罗圈胡同
- 本司胡同
- 史家胡同
- 北竹杆胡同：旧称老君堂（南钓鱼台、北井儿胡同并入）
- 西水井胡同：旧称西苦水井
- 西花厅胡同
- 西罗圈胡同
- 后炒面胡同
- 后拐棒胡同：旧称拐棒胡同
- 后芳嘉园胡同：旧称斗母宫
- 竹杆胡同：旧称竹杆巷（贵人关并入）
- 礼士胡同：旧称驴市胡同、石碑胡同、石牌胡同
- 灯草胡同：下洼子胡同并入
- 红岩胡同：旧称真武庙
- 芳嘉园胡同
- 武学胡同
- 前炒面胡同：旧称前炒面、炒米胡同
- 前拐棒胡同：旧称拐棒胡同（万历桥并入）
- 前芳嘉园胡同：旧称火神庙
- 南竹杆胡同：旧称八大人胡同、巴大人胡同、把台大人胡同
- 南水关胡同：旧称南水关（二圣庙并入）
- 新鲜胡同
- 演乐胡同
- 牌楼馆胡同

## 建国门地区
- 丁香胡同：旧称丁香胡同
- 八宝楼胡同：旧称八宝楼
- 三源胡同：旧称三无庵
- 大羊毛胡同：旧称羊毛胡同
- 大羊宜宾胡同：旧称杨夷宾胡同、杨仪宾胡同
- 大雅宝胡同：旧称哑巴胡同（扁担胡同并入）
- 小报房胡同：旧称小报房胡同
- 小羊毛胡同：旧称羊毛胡同
- 小雅宝胡同：旧称哑巴胡同（羊圈胡同并入）
- 小羊宜宾胡同：旧称杨夷宾胡同、杨仪宾胡同
- 干面胡同：旧称干面胡同
- 五老胡同：旧称吴老儿胡同
- 水磨胡同：旧称随磨房胡同
- 丰收胡同：旧称豆腐巷
- 东石槽胡同：旧称石槽胡同
- 东总布胡同：旧称总部胡同、总铺胡同
- 东堂子胡同：旧称堂子胡同
- 东镇江胡同：旧称镇江胡同（钓儿胡同并入）
- 东裱褙胡同：旧称裱褙胡同、表背胡同
- 北总布胡同：旧称城隍庙街
- 北极阁胡同：旧称北极阁
- 北牌坊胡同：旧称大牌坊胡同
- 毛家湾胡同：旧称毛家湾胡同
- 西总布胡同：旧称总部胡同、总铺胡同
- 西镇江胡同：旧称镇江胡同
- 西石槽胡同：旧称石槽胡同
- 西裱褙胡同：旧称裱褙胡同、表背胡同
- 芝麻胡同：旧称芝麻巷、罗纸马胡同
- 老钱局胡同：旧称老钱局
- 后沟胡同：旧称后沟
- 后赵家楼胡同：旧称后赵家楼、赵家楼
- 后椅子胡同：旧称草场胡同（草场大坑并入）
- 向春胡同：旧称小椿树
- 协和胡同：旧称协和胡同
- 先晓胡同：旧称贤孝牌胡同
- 红星胡同：旧称无量大人胡同、吴良大人胡同
- 江擦胡同：旧称江聪胡同
- 阳照胡同：旧称杨乙伯胡同、羊尾巴胡同
- 苏州胡同：旧称苏州胡同（延寿庵并入）
- 麻线胡同：旧称麻绳胡同(梯子胡同并入)
- 庆平胡同：旧称范子平胡同
- 治国胡同：旧称尧治国胡同、三元庵胡同、姚铸锅胡同
- 抽屉胡同：旧称抽屉胡同
- 宝盖胡同：旧称宝盖胡同
- 宝珠子胡同：旧称宝珠子胡同
- 洋溢胡同：旧称羊肉胡同、扬州胡同
- 侯位胡同：旧称猴尾巴胡同
- 赵堂子胡同：旧称堂子胡同
- 南八宝胡同：旧称南八宝胡同
- 南衣袍胡同：旧称衣袍胡同、衣包胡同（铁厂胡同并入）
- 南牌坊胡同：旧称大牌坊胡同
- 南裱褙胡同：旧称裱褙胡同、黄土大院
- 春松胡同：旧称礼拜寺
- 春雨胡同：旧称火神庙胡同
- 柳罐胡同：旧称柳罐胡同
- 栖凤楼胡同：旧称栖凤楼(扁担胡同)
- 盛芳胡同：旧称什坊院(小井胡同并入)
- 顶银胡同：旧称甘石桥、赶驴桥
- 前赵家楼胡同：旧称赵家楼胡同、赵家楼
- 盔甲厂胡同：旧称盔甲厂
- 船板胡同：旧称船板胡同
- 晓顺胡同：旧称孝顺胡同、孝顺牌胡同、校尉营、校顺弓营
- 富建胡同：旧称福建司营、斧钺司营
- 喜庆胡同：旧称喜鹊胡同、喜雀胡同
- 遂安伯胡同：旧称遂安伯、井儿胡同
- 禄米仓胡同：旧称禄米仓（怀仁里并入）
- 新开路胡同：旧称新开路、新开口

## 大栅栏地区
- 三井胡同：旧称三眼井胡同、三眼井
- 三富胡同：旧称三府菜园（鸟枪胡同并入）
- 大力胡同：旧称大李纱帽胡同
- 大耳胡同：旧称大耳胡同（五斗斋并入）
- 大百顺胡同：旧称百顺胡同后河、后河
- 大齐家胡同：旧称大齐家胡同
- 大外廊营胡同：旧称大外廊营、外廊营
- 大安澜营胡同：旧称大安澜营、大安南营、安南营
- 小力胡同：旧称小李纱帽胡同
- 小石头胡同：旧称石头胡同后河
- 小百顺胡同
- 小齐家胡同
- 小扁担胡同
- 小椿树胡同
- 小外廊营胡同：旧称小外廊营、外廊营
- 小安澜营胡同：旧称小安澜营、小安南营、安南营
- 小沙土园胡同：旧称小沙土园
- 门框胡同：旧称高家胡同
- 弓字胡同：旧称九道湾
- 王皮胡同
- 云居胡同：旧称云居寺胡同、云居寺
- 车辇胡同：旧称教子胡同、车营儿
- 文明胡同：旧称小香厂
- 双鱼胡同：旧称门牙胡同
- 甘井胡同：旧称干井儿胡同
- 石头胡同：旧称石头胡同（增禄里并入）
- 东北园胡同：旧称东北园
- 东南园胡同：旧称东南园
- 东壁营胡同：旧称东壁营、东皮条营、皮条胡同
- 北火扇胡同：旧称北火扇、火扇胡同[蝎子（协资）庙并入]
- 扬威胡同：旧称羊尾胡同、尾巴胡同（礼拜寺街并入）
- 西扬茅胡同：旧称扬茅胡同、羊毛胡同（东扬茅胡同、史儿胡同并入）
- 西壁营胡同：旧称西壁营、西皮条营、皮条胡同
- 百合园胡同：旧称百合园、百花园
- 百顺胡同：旧称柏树胡同
- 朱茅胡同：旧称朱毛胡同、猎尾胡同
- 朱家胡同：旧称朱家胡同（留守卫并入）
- 刘家胡同：旧称刘家大门、许家大门
- 佘家胡同：旧称佘家胡同（佘家小胡同并入）
- 汾州胡同：旧称汾州营、汾猪营
- 取灯胡同：旧称取灯胡同
- 茶儿胡同：旧称柴儿胡同、柴胡同
- 南火扇胡同：旧称南火扇、火扇胡同
- 炭儿胡同：旧称炭胡同
- 施家胡同：旧称施家胡同
- 姚江胡同：旧称姚江会馆夹道
- 桐梓胡同：旧称桶子胡同、筒子胡同
- 钱市胡同：旧称钱市胡同
- 胭脂胡同：旧称胭脂胡同
- 排子胡同：旧称排子胡同
- 培英胡同：旧称大马神庙、大马神庙胡同、马神庙街
- 培智胡同：旧称小马神庙
- 堂院胡同：旧称堂子院、堂子大院
- 笤帚胡同：旧称笤帚胡同
- 博兴胡同：旧称柏兴胡同
- 韩家胡同：旧称韩家潭
- 掌扇胡同：旧称张善家胡同
- 湿井胡同：旧称湿井儿胡同、井儿胡同
- 蔡家胡同：旧称蔡家胡同
- 樱桃胡同：旧称皈子庙
- 臧家桥胡同：旧称臧家桥、章家桥
- 燕家胡同：旧称燕家胡同
- 耀武胡同：旧称羊肉胡同

## 什刹海
- 后海北沿
- 鸦儿胡同
- 前海西街
- 烟袋斜街
- 柳荫街

## 北锣鼓巷
- 北锣鼓巷

## 南锣鼓巷
- 南锣鼓巷
- 帽儿胡同
- 黑芝麻胡同
- 菊儿胡同
- 雨儿胡同
- 前圆恩寺街
- 后圆恩寺街
- 张自忠路

## 前门
- 大栅栏街
- 大栅栏西街
- 廊房二条
- 鲜鱼口街
- 粮食店街
- 煤市街
- 同乐胡同：旧称乐家胡同（贾家花园并入）
- 洪福胡同：旧称弘福寺（小观音阁、高博胡同并入）
- 好景胡同：旧称高井胡同（小观胡同、南扁担胡同并入）
- 施兴胡同：旧称大施兴胡同（小施兴胡同并入）
- 北翔凤胡同：旧称北翔凤胡同（堂子大院并入）
- 南翔凤胡同：旧称南翔凤（西翔凤胡同并入）
- 北深沟胡同：旧称北深沟
- 南深沟胡同：旧称南深沟（小井胡同并入）
- 薛家湾胡同：旧称西薛家湾胡同（关帝圣境胡同并入）
- 东八角胡同：旧称八角胡同、巴家胡同
- 西八角胡同
- 布巷子胡同
- 西湖营胡同：旧称西湖营
- 罗家井胡同：旧称罗家井（箭杆胡同并入）
- 北晓顺胡同：旧称北孝顺胡同（戥子市、罗圈胡同并入）
- 南晓顺胡同：旧称南孝顺胡同（如意巷、信尔胡同并入）
- 北芦草园胡同：旧称北芦草园、芦苇园
- 南芦草园胡同：旧称南芦草园（靠山胡同并入）
- 中芦草园胡同：旧称中芦草园、芦苇园
- 草厂横胡同：旧称草厂横胡同
- 銮庆胡同：旧称栾敬胡同（北扁担胡同并入）
- 奋章胡同：旧称奋章大院、粪场大院
- 果子胡同：旧称果子市（瓜子店）
- 前营胡同：旧称孝达胡同
- 后营胡同
- 大江胡同：旧称大蒋家胡同、蒋家胡同
- 小江胡同：旧称小蒋家胡同
- 冰窖厂胡同：旧称冰窖厂（曲尺胡同并入）
- 高筱胡同
- 大席胡同：旧称大席儿胡同、席儿胡同（坑洞胡同并入）
- 小席胡同：旧称小席儿胡同（花枝胡同并入）
- 青云胡同：旧称庆云巷（十间楼并入）
- 庆隆胡同：旧称庆隆大院
- 新潮胡同：旧称抄手胡同

## 崇文门地区
- 黄家店胡同：旧称黄家店
- 翟家口胡同：旧称翟家口、翟家口儿
- 三川柳胡同：旧称三川柳
- 北官园胡同：旧称北官园
- 南官园胡同：旧称南官园、官菜园
- 北粉浆胡同：旧称北粉浆胡同
- 南粉浆胡同：旧称南粉浆胡同
- 北五老胡同：旧称卢老儿胡同
- 南五老胡同：旧称卢老儿胡同
- 清水营胡同：旧称清水营
- 东茶食胡同：旧称茶食胡同
- 河泊厂胡同：旧称河泊厂
- 手帕胡同：旧称手帕胡同(瓜子胡同并入)
- 包头胡同：旧称宝子胡同
- 英子胡同：旧称缨子胡同
- 刚毅胡同：旧称汪太乙胡同、汪太医胡同
- 镜子胡同：旧称井儿胡同
- 喜悦胡同：旧称喜鹊胡同、喜雀胡同
- 巾帽胡同：旧称金帽儿胡同
- 板井胡同：旧称板井胡同
- 细米胡同：旧称细米巷、细米营
- 莲子胡同：旧称莲子胡同（一跑胡同并入）
- 豆谷胡同：旧称东豆腐巷
- 大桥胡同：旧称大桥胡同
- 苗家胡同：旧称苗家胡同
- 广兴胡同：旧称广兴园大院（火鸡胡同、牛犄角胡同并入）
- 风箱胡同：旧称风箱胡同
- 铁香胡同：旧称铁香炉
- 香串胡同：旧称香串胡同
- 高营胡同：旧称高家营
- 珊瑚胡同：旧称石鼓儿胡同、石虎儿胡同
- 银丝胡同：旧称银丝胡同(黄雀胡同并入)
- 中槐胡同：旧称槐树大院
- 戴家胡同：旧称戴家庄

## 崇文区体育馆路地区
- 石板胡同
- 标杆胡同：旧称表杆胡同
- 观马胡同：旧称官马圈
- 香乐胡同：旧称香炉胡同
- 驹章胡同：旧称驹章胡同（李家坡并入）
- 笔杆胡同
- 西厅胡同：旧称西厅、关王庙街（倪家胡同并入）
- 东厅胡同：旧称亨儿胡同、东巡捕厅
- 文章胡同：旧称文昌宫、打狗巷
- 西四块玉胡同：旧称西四块玉
- 东马尾帽胡同：旧称东马尾帽、马尾帽胡同
- 西马尾帽胡同：旧称西马尾帽、马尾帽胡同
- 东利市营胡同：旧称东利市营、力士营
- 西利市营胡同：旧称西利市营、力士营
- 南河漕胡同：旧称南河漕（首院胡同并入）
- 西河漕胡同：旧称西河漕
- 三转桥胡同：旧称三转桥
- 玉清胡同：旧称玉清观

## 天坛地区
- 水道子胡同：旧称南水道子（后池北口、南口、东口并入）
- 叠道子胡同：旧称叠道子（渐慈馆后身并入）
- 苏家坡胡同：旧称苏家坡（宋家胡同并入）
- 大市新胡同：旧称大市新胡同
- 天坛西胡同：旧称天坛根
- 东坛根胡同：旧称东坛根（东马道并入）
- 刷子市胡同：旧称刷子市（拐棍英胡同并入）
- 兴旺胡同：旧称药王庙前街
- 香椿胡同：旧称椿树院
- 鲁班胡同：旧称鲁班馆（晓市大院、学堂后身并入）
- 大新胡同：旧称大市新店（袼褙店并入）
- 粉厂胡同：旧称粉厂、粪厂（更生胡同并入）
- 安国胡同：旧称安国寺（卧牛胡同并入）
- 大市胡同：旧称大市北上坡

## 东花市地区
- 北河漕胡同：旧称北河漕（元宝胡同并入）
- 东河漕胡同：旧称东河漕
- 上堂子胡同：旧称上堂子、堂子胡同
- 下堂子胡同：旧称下堂子、堂子胡同
- 上宝庆胡同：旧称宝庆庵胡同、保庆胡同
- 下宝庆胡同：旧称宝庆庵胡同、保庆胡同
- 上唐刀胡同：旧称磨刀儿胡同、唐刀儿胡同
- 下唐刀胡同：旧称磨刀儿胡同、唐刀儿胡同
- 北角湾胡同：旧称牛角湾、牛角胡同
- 南角湾胡同：旧称牛角湾、牛角胡同（史家胡同并入）
- 虎背口胡同：旧称虎背口、虎叭喇口
- 上国强胡同：旧称国强胡同、锅腔胡同
- 中国强胡同：旧称国强胡同、锅腔胡同
- 珠营胡同：旧称珠营、猪营（竹篱笆胡同并入）
- 旋马胡同：旧称旋马上湾（旋马下湾并入）
- 雷家胡同：旧称雷家胡同
- 枣子胡同：旧称南找子营（北找子营并入）
- 炕儿胡同：旧称炕儿大院

## 龙潭地区
- 广渠门北水关胡同：旧称北水关（石道嘴并入）
- 广渠门南水关胡同：旧称南水关（广渠门南里并入）

## 白纸坊地区
- 大川淀胡同：旧称大川淀
- 小川淀胡同：旧称小川淀
- 双槐树胡同：旧称双槐树
- 右安胡同：旧称右安门后身
- 平渊胡同：旧称平渊胡同
- 白纸坊胡同：旧称白纸坊、纸房胡同
- 半步桥胡同：旧称半步桥
- 更新胡同：旧称西猪营、西珠营
- 盆儿胡同：旧称盆儿胡同
- 造纸胡同：旧称白纸坊街
- 崇效胡同：旧称陈家胡同、崇效寺

## 牛街地区
- 醋章胡同：旧称醋张胡同：旧称大部已经拆掉，只剩21,23号
- 七井胡同：旧称七井胡同(九间房并入)
- 天景胡同：旧称大井胡同
- 巴家胡同：旧称巴家胡同
- 石羊胡同：旧称石羊胡同
- 东大胡同：旧称东大院
- 北半截胡同：旧称半截胡同
- 永庆胡同：旧称箭杆胡同（七圣庙并入）
- 西大胡同：旧称西大胡同
- 西砖胡同：旧称砖儿胡同、史家胡同
- 寿刘胡同：旧称瘦肉胡同
- 沙栏胡同：旧称栅栏胡同、沙拉胡同
- 春风胡同：旧称王老师傅胡同
- 南半截胡同：旧称半截胡同
- 烂缦胡同：旧称烂面胡同、懒眠胡同
- 莲花胡同：旧称莲花寺湾
- 教子胡同：旧称轿子胡同
- 培育胡同：旧称簪儿胡同
- 菜市口胡同：旧称丞相胡同、神仙胡同、绳匠胡同
- 麻刀胡同：旧称麻刀店
- 登莱胡同：旧称干面胡同
- 甄家胡同：旧称甄家胡同
- 输入胡同：旧称熟肉胡同
- 德泉胡同：旧称香儿胡同、香饵胡同
- 德源胡同：旧称南王子坟
- 糖房胡同：旧称糖坊胡同

## 广内地区
- 大星胡同：旧称大醉葩胡同、大锥把胡同、嘴巴胡同
- 大北栅栏胡同：旧称大北栅栏
- 万春胡同：旧称万春堂、万春堂夹道
- 小星胡同：旧称小型醉葩胡同、小锥把胡同、嘴巴胡同
- 小北栅栏胡同：旧称小北栅栏
- 广安胡同：旧称罐儿胡同
- 车子营胡同：旧称车子营（三合店并入）
- 孔雀胡同：旧称孔雀胡同
- 东大栅栏胡同：旧称东大栅栏
- 乐培园胡同：旧称乐培园、北胳膊园
- 达智桥胡同：旧称达智桥、炸子桥、鞑子桥
- 夹道居胡同：旧称夹道居（广安市场并入）
- 金井胡同：旧称金井胡同
- 定居胡同：旧称司家坑浮摊
- 诚实胡同：旧称玉虚观
- 建学胡同：旧称司家坑
- 思源胡同：旧称四眼井（葱店并入）
- 狮子店胡同：旧称狮子店、柿子店
- 染房胡同：旧称染房胡同（罗家园并入）
- 莲房胡同：旧称连连房
- 校场口胡同：旧称校场口、将军教场口、教场口、骆驼湾
- 海滨胡同：旧称车子营
- 萤光胡同：旧称水火道口
- 善果胡同：旧称善果寺
- 感化胡同：旧称感化胡同
- 新桥胡同：旧称司家坑小桥
- 储库营胡同：旧称储库营、皮裤营（悦生堂并入）

## 陶然亭地区
- 大坦胡同：旧称大坛子胡同
- 方盛园胡同：旧称方盛园、放牲园、放生园
- 双柳树胡同：旧称双柳树、南华南街
- 龙爪槐胡同：旧称龙爪槐
- 龙泉胡同：旧称龙泉寺
- 平坦胡同：旧称扁担胡同
- 北堂子胡同：旧称堂子胡同
- 北帐垂胡同：旧称帐垂营、振福前街（振福后街并入）
- 四平园胡同：旧称四平园、四屏园
- 包头章胡同：旧称包头张家胡同、包头辈章胡同
- 米市胡同：旧称米市口
- 红土店胡同：旧称红土店、红土子店
- 南堂子胡同：旧称南堂子胡同
- 南帐垂胡同：旧称帐垂营
- 响鼓胡同：旧称响鼓庙
- 晋太胡同：旧称晋太高庙
- 贾家胡同：旧称贾哥胡同
- 高家寨胡同：旧称高家寨
- 窑台胡同：旧称窑台
- 椅子圈胡同：旧称椅子圈
- 黑窑厂西胡同：旧称黑窑厂
- 蔡家楼胡同：旧称蔡家楼、蔡家胡同
- 潘家胡同：旧称潘家河沿

## 椿树地区
- 八宝甸胡同：旧称八宝甸
- 八沙土园胡同：旧称大沙土园
- 大沟沿胡同：旧称大沟沿、打狗巷
- 小西南园胡同：旧称小西南园
- 方壶斋胡同：旧称方壶斋
- 东椿树胡同：旧称椿树胡同、椿树胡同三条
- 东富藏胡同：旧称东富藏
- 北椿树胡同：旧称西小椿树胡同、小椿树胡同
- 四川营胡同：旧称四川营
- 棉花头条：旧称棉花头条
- 棉花四条：旧称棉花四条
- 棉花上六条：旧称棉花上六条
- 棉花下六条：旧称棉花下六条
- 棉花上七条：旧称棉花上七条
- 棉花下七条：旧称棉花下七条
- 棉花八条：旧称棉花八条
- 棉花九条：旧称棉花九条
- 西北园胡同：旧称西北园、国门关、鬼门关
- 西茶食胡同：旧称茶食胡同
- 西南园胡同：旧称西南园
- 西椿树胡同：旧称大椿树胡同、椿树胡同三条
- 西草厂街：旧称西草厂
- 后孙公园胡同：旧称后孙公园、章家桥西
- 后青厂胡同：旧称后青厂、后清厂、清厂（武进馆夹道并入）
- 后铁厂胡同：旧称后铁厂、铁厂
- 兴胜胡同：旧称兴胜寺
- 红线胡同：旧称麻线胡同（小麻线胡同并入）
- 枣林胡同：旧称枣林
- 香儿胡同：旧称香儿胡同
- 前孙公园胡同：旧称前孙公园、章家桥西（后裤堆并入）
- 前青厂胡同：旧称前青厂、前清厂、清厂（永光寺街并入）
- 前铁厂胡同：旧称前铁厂、铁厂
- 铁门胡同：旧称铁门（铁门坎并入）
- 铁鸟胡同：旧称铁老鹳庙
- 铁胳膊胡同：旧称铁胳膊胡同
- 海柏胡同：旧称海北寺街、海波寺街（澧阳馆夹道并入）
- 教佳胡同：旧称敫家坑
- 裘家街：
- 山西街：
- 梁家园胡同：旧称梁家园
- 梁家园东胡同：旧称梁家东大院、梁家园
- 梁家园西胡同：旧称梁家园西夹道、梁家园（羊肠胡同并入）
- 梁家园北胡同：旧称梁家园后身、梁家园
- 椿树横胡同：旧称椿树横胡同
- 魏染胡同：旧称魏儿胡同（小魏染胡同并入）

## 其他
- 法源寺前街
- 西砖胡同
- 莱户营西街
- 翠花湾
- 南横西街
- 牛街
- 三庙街
- 西安福胡同
- 草厂北巷
- 纱络胡同
- 锦什坊街
- 白塔巷
- 国子监街
- 府学胡同
- 盛芳胡同
- 察院胡同
- 南板桥胡同
- 景阳胡同
- 板厂胡同
- 蓑衣胡同
- 豆角胡同
- 鼓楼西大街
- 钟楼湾胡同
- 铃铛胡同
- 大金丝胡同
- 南官房胡同
- 东煤厂胡同
- 毡子胡同
- 南钱串胡同
- 铁影壁胡同
- 三不老胡同
- 蚂螂胡同
- 前百户胡同
- 逾寿百胡同
- 五道街
- 陕西巷
- 西打磨厂街
- 薛家湾胡同
- 北河漕胡同
- 北桥湾街
- 手帕胡同
- 东廊下胡同
- 官园胡同
- 恭俭胡同
- 钱市胡同
- 门框胡同
- 东交民巷